# Бібліотека імені Всеволода Нестайка для дітей
Бібліотека імені Всеволода Нестайка для дітей Солом'янського району м.Києва.

## Характеристика
Площа приміщення бібліотеки — 202 м², книжковий фонд — 33,5 тис. примірників. Щорічно обслуговує 2,6 тис. користувачів. Кількість відвідувань — 23,0 тис., книговидач — 48,0 тис. примірників.

## Історія бібліотеки
Величний і красивий куточок Києва. Славнозвісна Батиєва гора на схилі пагорба над легендарною Либіддю. На цій високій місцевості з прекрасним краєвидом (Солом'янський ландшафтний парк) вдало розмістилася бібліотека для дітей. 
Історія бібліотеки сягає 1960-х років, коли розпочалося будівництво Залізничного масиву. Тоді ж на вулиці Солом'янській, 33 було споруджено двоповерхову будівлю громадського призначення (громадсько-торговельний центр), в одному із приміщень якої й відкрито бібліотеку. З 1965 року бібліотека носила ім`я Володимира Кудряшова. З 1972 року бібліотека має статус бібліотеки для дітей. Вона єдина бібліотека в цьому мікрорайоні. У 1980-х вона мала філію в 3-поверховому будинку на вулиці Петра Красикова, 6 (нині вулиця Людмили Проценко). У 1980-х за адресою Солом'янська, 33 окрім дитячої працювала бібліотека №4 для дорослих. 
6 лютого 2020 року рішенням Київради бібліотеці імені Кудряшова надано ім’я класика української дитячої літератури Всеволода Нестайка. 
Вона єдина бібліотека в цьому мікрорайоні. Тут організовано цікаву і змістовну роботу, дозвілля дітей. Спільно з клубом "Юний технік" відбуваються щорічні, уже традиційні, виставки дитячої творчості, літературні подорожі, ревю й конкурси, літературні й краєзнавчі години, тури і турніри. Добрими друзями бібліотеки стала відома не лише у Києві, а й Україні сім'я художників Возіянових. Структура: відділ обслуговування дітей дошкільного віку та учнів 1-3 класів; відділ обслуговування учнів 5-9 класів.

## Контактна інформація
03110, м.Київ, вул. Солом'янська, 33